# Beelen
Beelen is een plaats en gemeente in de Duitse deelstaat Noordrijn-Westfalen, gelegen in de Kreis Warendorf. De gemeente Beelen telt 6.115 inwoners (31 december 2020) op een oppervlakte van 31,35 km². De bevolking is overwegend rooms-katholiek.
De gemeente bestaat uit het gelijknamige dorp en uit een groot aantal kleine gehuchten en groepen verspreide boerderijen (Bauerschaften) daaromheen.
De plaats ligt in het oostelijke gedeelte van het Münsterland in een parkachtig, door talrijke kleine beken doorsneden landschap, tussen Warendorf (9 km west-noordwestwaarts) en Rheda-Wiedenbrück (17 km zuidoostwaarts).

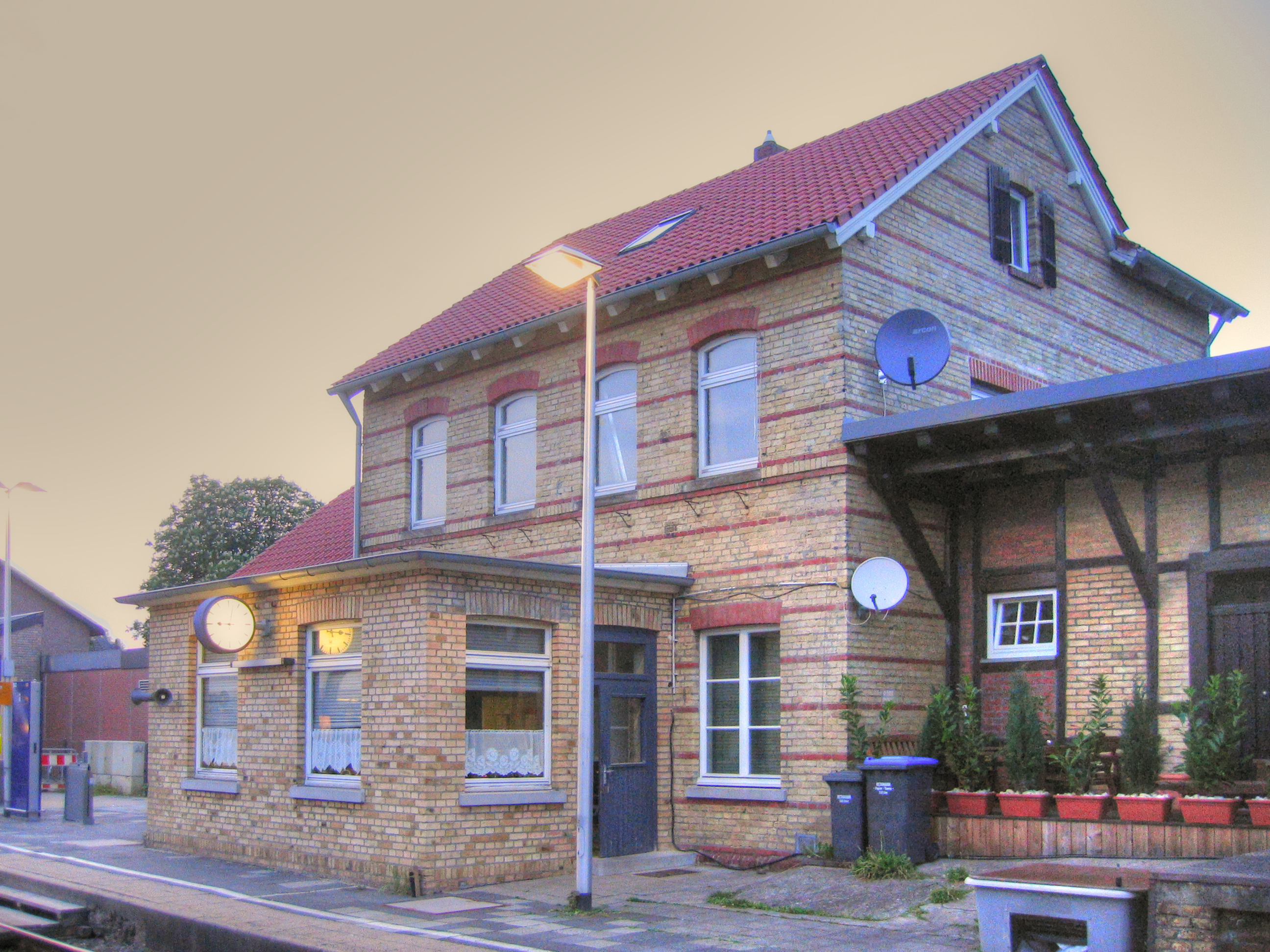
Station

Beelen heeft een stoptreinstation aan de spoorlijn Warendorf-Rheda-Wiedenbrück. Het dorp ligt ook aan de tussen die beide steden in lopende Bundesstraße 64, waarover ook een lijnbus rijdt.
Ten noorden van Beelen stroomt de Eems, die de gemeente scheidt van de noordelijke buurgemeente Harsewinkel. Ten westen van Beelen ligt Ennigerloh.
De gemeente heeft een jumelage met Villers-Écalles in Normandië, Frankrijk.
Beelen wordt in een document uit 920, handelend over de kerk aldaar, voor het eerst vermeld. In de middeleeuwen behoorde het steeds tot het Prinsbisdom Münster en in de 19e eeuw tot het Koninkrijk Pruisen. Historische gebeurtenissen van meer dan plaatselijke betekenis zijn niet overgeleverd.

## Economie
In het dorp is een 400 man personeel tellende fabriek van machine- en voertuigonderdelen met de naam Aumann gevestigd. Dit bedrijf was in het verleden eigenaresse van de grote Claas - fabriek van landbouwmachines in het naburige Harsewinkel, en doet daarmee nog op grote schaal zaken.
Verder zijn in Beelen nog twee kleinere toeleveringsbedrijven van Claas gevestigd, en enig, alleen van plaatselijk belang zijnd, midden- en kleinbedrijf. Voor het overige bestaat Beelen van de agrarische sector en, omdat het in het Münsterland ligt, van enig bescheiden fietstoerisme.

## Belangrijke personen in relatie tot de gemeente
- Klaus Welle (Beelen, 3 juli 1964), secretaris-generaal van het Europees Parlement

## Afbeeldingen

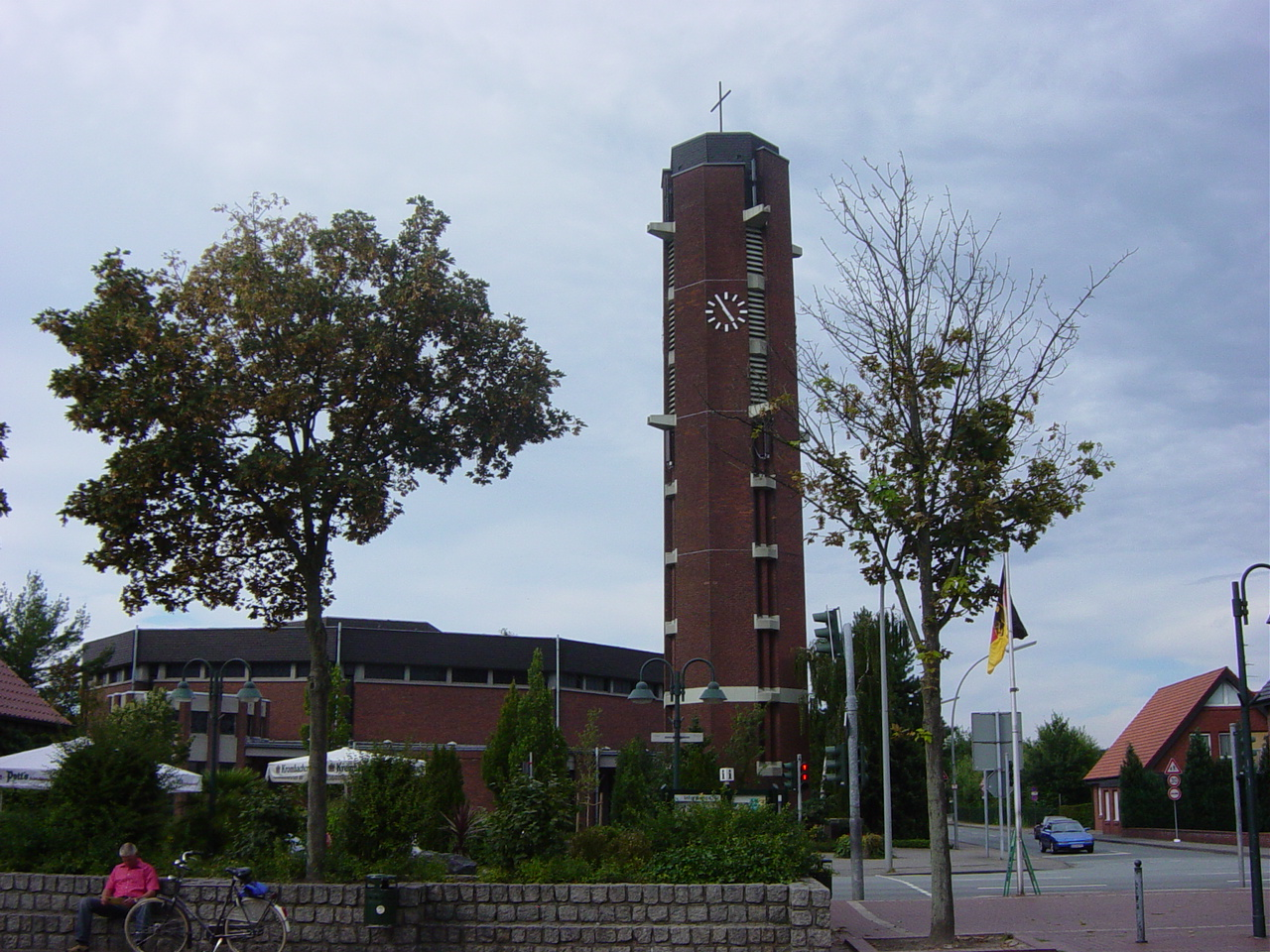
Moderne dorpskerk (St. Johannes de Doper, 1968)

Ahlen · Beckum · Beelen · Drensteinfurt · Ennigerloh · Everswinkel · Oelde · Ostbevern · Sassenberg · Sendenhorst · Telgte · Wadersloh · Warendorf